# Trahison sur commande
Pour plus de détails, voir Fiche technique et Distribution.
Trahison sur commande (titre original : The Counterfeit Traitor) est un film américain réalisé par George Seaton, sorti en 1962.

## Synopsis
Pendant la Seconde Guerre mondiale, un homme d'affaires américain naturalisé suédois, Eric Erickson, vend du pétrole aux Allemands. Il n’a qu’une seule motivation : gagner de l’argent. Il est recruté comme espion. Il devra infiltrer l'industrie allemande et découvrir les bases militaires.

## Fiche technique
- Titre original : The Counterfeit Traitor
- Titre français : Trahison sur commande
- Réalisation : George Seaton
- Scénario : George Seaton, d’après le roman publié en 1958 par Alexander Klein
- Musique : Alfred Newman
- Images : Jean Bourgoin
- Montage : Alma Macrorie
- Année de production : 1962
- Format : Couleur
- Genre : Film dramatique, Thriller, Film de guerre
- Pays de production :  États-Unis
- Durée : 135 minutes (2 h 15)
- Dates de sortie :
  - États-Unis : 17 avril 1962
  - Allemagne de l'Ouest : 19 octobre 1962
  - France : 31 octobre 1962
- Affiches : Macario Gómez Quibus (Espagne), Boris Grinsson (France), Enzo Nistri (Italie)

## Distribution
- William Holden : (VF : Michel Andre) Eric Erickson (en)
- Lilli Palmer : (VF : Lita Recio) : Marianna Möllendorf
- Hugh Griffith (VF : Pierre Gay) : Collins /dallas
- Carl Raddatz : Otto Holtz
- Ulf Palme : Max Gumpel
- Ernst Schröder (VF : Louis Arbessier) : Baron Gerhard von Oldenburg
- Charles Regnier :	Wilhelm Kortner
- Ingrid van Bergen : Hulda Windler
- Helo Gutschwager - Hans Holtz
- Wolfgang Preiss :	Colonel Nordoff
- Werner Peters : Bruno Ulrich
- Erica Beer - Klara Holtz
- Stefan Schnabel : l'agent de la Gestapo lors des funérailles
- Klaus Kinski - Kindler, le réfugié juif
- Jochen Blume - Dr. Jacob Karp
- Erik Schumann - officier nazi Gunboat
- Dirk Hansen - Lieutenant Nagler
- Poul Reichhardt (en) : le skipper
- Eva Fiebig : Mme Hecker
- Reinhard Kolldehoff : Colonel Erdmann
- Phil Brown : Harold Murray
- Max Buchsbaum : Fischer
- Ludwig Meybert :	le chef de gare
- Günter Meisner : le prêtre de la paroisse

## Voix françaises
- Michel Andre (William Holden)
- Lita Recio (Lilli Palmer)
- Nadine Alari (Ingrid van Bergen)
- Pierre Gay (Hugh Griffith)
- Georges Hubert (Carl Raddatz)
- Louis Arbessier (Ernst Schroder)
- Claude Peran (Charles Regnier)
- Jean Claudio (Wolfgang Preiss)
- Albert Medina (Werner Peters)
- Serge Nadaud (Stefan Schnabel)
- Jacques Deschamps (Poul Reichhardt)
- Roger Treville (Ulf Palme)
- Françoise Fechter (Eva Fiebig)
- Claude Bertrand (Reinhard Kolldehoff)
- Henri Virlojeux (Ludwig Meybert)
- Jacques Thebault (lieutenant)
- Jean-Pierre Duclos (Harold Murray)
- Jacques Marin (Fischer)
- Paul Ville
- Raymond Rognoni
- Richard Francoeur

- Post synchronisation sous la direction de[1] 	: Isy Pront,Assisté de :Claude Peran, adaptation française :	C.A.Grosjean

## Production
Le film est l'adaptation du roman du même titre  d'Alexander Klein publié en 1958. Il est inspiré d'une histoire vraie, celle de Eric  "Red" Erickson qui avait travaillé comme opérateur pour l' Office of Strategic Services  pendant  la Seconde Guerre mondiale.
Le film a été tourné à Stockholm, Berlin-Ouest, Hambourg, Travemünde  et Copenhague.